# 12ª edizione dei Critics' Choice Awards
La 12ª edizione dei Critics' Choice Movie Awards si è tenuta il 20 gennaio 2007.

## Premi e candidature

### Miglior film
- The Departed - Il bene e il male (The Departed), regia di Martin Scorsese
- Babel, regia di Alejandro González Iñárritu
- Blood Diamond - Diamanti di sangue (Blood Diamond), regia di Edward Zwick
- Dreamgirls, regia di Bill Condon
- Lettere da Iwo Jima (Letters from Iwo Jima), regia di Clint Eastwood
- Little Children, regia di Todd Field
- Little Miss Sunshine, regia di Jonathan Dayton e Valerie Faris
- Diario di uno scandalo (Notes on a Scandal), regia di Richard Eyre
- The Queen - La regina (The Queen), regia di Stephen Frears
- United 93, regia di Paul Greengrass

### Miglior regista
- Martin Scorsese – The Departed - Il bene e il male (The Departed)
- Bill Condon – Dreamgirls
- Clint Eastwood – Lettere da Iwo Jima (Letters from Iwo Jima)
- Paul Greengrass – United 93
- Stephen Frears – The Queen - La regina (The Queen)

### Miglior attore
- Forest Whitaker – L'ultimo re di Scozia (The Last King of Scotland)
- Leonardo DiCaprio – Blood Diamond - Diamanti di sangue (Blood Diamond)
- Leonardo DiCaprio – The Departed - Il bene e il male (The Departed)
- Peter O'Toole – Venus
- Ryan Gosling – Half Nelson
- Will Smith – La ricerca della felicità (The Pursuit of Happyness)

### Miglior attrice
- Helen Mirren – The Queen - La regina (The Queen)
- Judi Dench – Diario di uno scandalo (Notes on a Scandal)
- Kate Winslet – Little Children
- Meryl Streep – Il diavolo veste Prada (The Devil Wears Prada)
- Penélope Cruz – Volver - Tornare (Volver)

### Miglior attore non protagonista
- Eddie Murphy – Dreamgirls
- Adam Beach – Flags of Our Fathers
- Alan Arkin – Little Miss Sunshine
- Ben Affleck – Hollywoodland
- Jackie Earle Haley – Little Children
- Jack Nicholson – The Departed - Il bene e il male (The Departed)

### Miglior attrice non protagonista
- Jennifer Hudson – Dreamgirls
- Adriana Barraza – Babel
- Cate Blanchett – Diario di uno scandalo (Notes on a Scandal)
- Catherine O'Hara – For Your Consideration
- Emma Thompson – Vero come la finzione (Stranger than Fiction)
- Rinko Kikuchi - Babel

### Miglior giovane attore
- Paul Dano – Little Miss Sunshine
- Cameron Bright – Thank You for Smoking
- Freddie Highmore – Un'ottima annata - A Good Year (A Good Year)
- Jaden Smith – La ricerca della felicità (The Pursuit of Happyness)
- Joseph Cross – Correndo con le forbici in mano (Running with Scissors)

### Miglior giovane attrice
- Abigail Breslin – Little Miss Sunshine
- Dakota Fanning – La tela di Carlotta (Charlotte's Web)
- Ivana Baquero – Il labirinto del fauno (El laberinto del fauno)
- Keke Palmer – Una parola per un sogno (Akeelah and the Bee)
- Shareeka Epps – Half Nelson

### Miglior cast corale
- Little Miss Sunshine
- Babel
- Bobby
- The Departed - Il bene e il male (The Departed)
- Dreamgirls
- Radio America (A Prairie Home Companion)

### Migliore sceneggiatura
- Michael Arndt – Little Miss Sunshine
- Guillermo Arriaga – Babel
- William Monahan – The Departed - Il bene e il male (The Departed)
- Todd Field e Tom Perrotta – Little Children
- Peter Morgan – The Queen - La regina (The Queen)
- Zach Helm – Vero come la finzione (Stranger than Fiction)

### Miglior film d'animazione
- Cars - Motori ruggenti (Cars), regia di John Lasseter
- L'era glaciale 2 - Il disgelo (Ice Age: The Meltdown), regia di Carlos Saldanha
- Giù per il tubo (Flushed Away), regia di David Bowers e Sam Fell
- Happy Feet, regia di George Miller
- Monster House, regia di Gil Kenan
- La gang del bosco (Over the Hedge), regia di Tim Johnson e Karey Kirkpatrick

### Miglior film commedia
- Borat - Studio culturale sull'America a beneficio della gloriosa nazione del Kazakistan (Borat: Cultural Learnings of America for Make Benefit Glorious Nation of Kazakhstan), regia di Larry Charles
- Il diavolo veste Prada (The Devil Wears Prada), regia di David Frankel
- For Your Consideration, regia di Christopher Guest
- Little Miss Sunshine, regia di Jonathan Dayton e Valerie Faris
- Thank You for Smoking, regia di Jason Reitman

### Miglior film straniero
- Lettere da Iwo Jima (Letters from Iwo Jima), regia di Clint Eastwood • Giappone/USA
- Apocalypto, regia di Mel Gibson • USA
- Days of Glory (Indigènes), regia di Rachid Bouchareb • Francia, Belgio, Algeria, Marocco, Italia
- Il labirinto del fauno (El laberinto del fauno), regia di Guillermo del Toro • Messico, Spagna, USA
- Volver - Tornare (Volver), regia di Pedro Almodóvar • Spagna
- Water - Il coraggio di amare (Water), regia di Deepa Mehta • Canada / India

### Miglior film documentario
- Una scomoda verità (An Inconvenient Truth), regia di Davis Guggenheim
- Shut Up and Sing (Dixie Chicks: Shut Up and Sing), regia di Barbara Kopple e Cecilia Peck
- This Film Is Not Yet Rated, regia di Kirby Dick
- Chi ha ucciso l'auto elettrica? (Who Killed the Electric Car?), regia di Chris Paine
- Wordplay, regia di Patrick Creadon

### Miglior compositore
- Philip Glass – The Illusionist - L'illusionista (The Illusionist)
- Gustavo Santaolalla – Babel
- Hans Zimmer – Il codice da Vinci (The Da Vinci Code)
- Howard Shore – The Departed - Il bene e il male (The Departed)
- Clint Mansell – The Fountain - L'albero della vita (The Fountain)
- Thomas Newman – Intrigo a Berlino (The Good German)

### Miglior canzone
- Listen – Dreamgirls
- I Need to Wake Up – Una scomoda verità (An Inconvenient Truth)
- My Little Girl – Flicka - Uno spirito libero (Flicka)
- The Neighbor – Shut Up and Sing (Dixie Chicks: Shut Up and Sing)
- Never Gonna Break My Faith – Bobby
- Ordinary Miracle – La tela di Carlotta (Charlotte's Web)

### Migliore soundtrack
- Dreamgirls
- Babel
- Cars - Motori ruggenti (Cars)
- Happy Feet
- Marie Antoinette

## Televisione

### Miglior film per la televisione
- Elizabeth I
- The Librarian 2 - Ritorno alle miniere di Re Salomone (The Librarian: Return to King Solomon's Mines)
- Incubi e deliri (Nightmares & Dreamscapes: From the Stories of Stephen King)
- The Ron Clark Story
- When the Levees Broke: A Requiem in Four Acts